# National Board of Review Award al miglior documentario
Il National Board of Review Award al miglior documentario (National Board of Review Award for Best Documentary Film) è un premio assegnato annualmente dai membri del National Board of Review of Motion Pictures al miglior documentario distribuito negli Stati Uniti nel corso dell'anno.
Istituito nel 1940, è stato assegnato solo fino al 1944, poi vi è stata una pausa di decenni, prima che venisse assegnato di nuovo, a partire dal 1988. In realtà, negli anni in cui non è esistita una categoria distinta dedicata ai documentari, questi non sono stati ignorati, ma presi in considerazione e talvolta inseriti nella lista dei migliori dieci film e in alcune occasioni sono stati anche premiati come miglior film in assoluto (The True Glory di Carol Reed nel 1945, The Eleanor Roosevelt Story di Richard Kaplan nel 1965) o miglior film straniero (A Queen is Crowned nel 1953, Il mondo del silenzio nel 1956).

## Albo d'oro

### Anni 1940
- 1940:The Fight for Life, regia di Pare Lorentz
- 1941: 
  - Target for Tonight
  - The Forgotten Village, regia di Herbert Kline e Alexander Hammid
  - Ku Kan
  - The Land
- 1942: 
  - Moscow Strikes Back, regia di Ilya Kopalin e Leonid Varlamov
  - Native Land, regia di Leo Hurwitz e Paul Strand
  - Word in Action
- 1943: 
  - Desert Victory
  - La battaglia di Russia (Battle of Russia), regia di Frank Capra e Anatole Litvak
  - Preludio alla guerra (Prelude to War), regia di Frank Capra e Anatole Litvak
  - Saludos Amigos
  - The Silent Village, regia di Humphrey Jennings
- 1944: 
  - The Memphis Belle: A Story of a Flying Fortress, regia di William Wyler
  - Attack! The Battle for New Britain
  - With the Marines at Tarawa
  - Battle for the Marianas, regia di Gordon Hollingshead
  - Tunisian Victory, regia di Frank Capra e Hugh Stewart

### Anni 1980
- 1988: La sottile linea blu (The Thin Blue Line), regia di Errol Morris
- 1989: Roger e io (Roger & Me), regia di Michael Moore

### Anni 1990
- 1991: Viaggio all'inferno (Hearts of Darkness: A Filmmaker's Apocalypse), regia di George Hickenlooper e Fax Bahr
- 1992: Brother's Keeper, regia di Joe Berlinger e Bruce Sinofsky
- 1993: The War Room, regia di Chris Hegedus e D. A. Pennebaker
- 1994: Hoop Dreams, regia di Steve James
- 1995: Crumb, regia di Terry Zwigoff
- 1996: Paradise Lost: The Child Murders at Robin Hood Hills, regia di Joe Berlinger e Bruce Sinofsky
- 1997: Fast, Cheap, & Out of Control, regia di Errol Morris
- 1998: Wild Man Blues, regia di Barbara Kopple
- 1999: Buena Vista Social Club, regia di Wim Wenders

### Anni 2000
- 2000: The Life and Times of Hank Greenberg, regia di Aviva Kempner
- 2001: The Endurance: Shackleton's Legendary Antarctic Expedition, regia di George Butler
- 2002: Bowling a Columbine (Bowling for Columbine), regia di Michael Moore
- 2003: The Fog of War - La guerra secondo Robert McNamara (The Fog of War), regia di Errol Morris
- 2004: Born into Brothels, regia di Zana Briski e Ross Kauffman
- 2005: La marcia dei pinguini (La marche de l'empereur), regia di Luc Jacquet
- 2006: Una scomoda verità (An Inconvenient Truth), regia di Davis Guggenheim
- 2007: Body of War, regia di Phil Donahue e Ellen Spiro
- 2008: Man on Wire - Un uomo tra le Torri (Man on Wire), regia di James Marsh
- 2009: The Cove, regia di Louie Psihoyos

### Anni 2010
- 2010: Waiting for Superman, regia di Davis Guggenheim
- 2011: Paradise Lost 3: Purgatory, regia di Joe Berlinger e Bruce Sinofsky[1]
- 2012: Searching for Sugar Man, regia di Malik Bendjelloul[2]
- 2013: Stories We Tell, regia di Sarah Polley[2]
- 2014: Life Itself, regia di Steve James[3]
- 2015: Amy, regia di Asif Kapadia[4]
- 2016: O.J.: Made in America, regia di Ezra Edelman[5]
- 2017: Jane, regia di Brett Morgen[5]
- 2018: RBG, regia di Betsy West e Julie Cohen[6]
- 2019: Maiden, regia di Alex Holmes[7]

### Anni 2020
- 2020: Time, regia di Garrett Bradley[8]
- 2021: Summer of Soul, regia di Questlove[9]
- 2022: Sr., regia di Chris Smith[10]
- 2023: Still: A Michael J. Fox Movie, regia di Davis Guggenheim[11]
- 2024: Sugarcane, regia di Julian Brave NoiseCat e Emily Kassie[12][13]